# Leups
Leups (oberfränkisch: Lais)  ist ein Gemeindeteil der Stadt Pegnitz im Landkreis Bayreuth (Oberfranken, Bayern). Die Gemarkung Leups hat eine Fläche von 5,082 km². Sie ist in 922 Flurstücke aufgeteilt, die eine durchschnittliche Flurstücksfläche von 5511,55 m² haben. In ihr liegen neben dem namensgebenden Ort die Gemeindeteile Bodendorf und Leupsermühle.

## Geographie
Das überwiegend katholisch geprägte Kirchdorf liegt in Tallage am Gemüsbach, einem linken Zufluss der Fichtenohe, und ist allseits von Erhebungen der Fränkischen Schweiz umgeben. Die Kreisstraße BT 23 führt entlang der Fichtenohe nach Buchau zur Bundesstraße 2 (4,2 km südlich) bzw. zur Staatsstraße 2184 bei der Unterhöhlmühle (1,5 km nördlich). Eine Gemeindeverbindungsstraße führt die Bundesautobahn 9 unterquerend nach Bodendorf (2,5 km westlich), eine weitere führt an der Leupsermühle vorbei nach Lindenhardt zur St 2184 (1,8 km nördlich). Durch Leups verläuft der Fränkische Marienweg.

## Geschichte
1280 wurde der Ort als „Leubs“ erstmals urkundlich erwähnt. Das Bestimmungswort des Ortsnamens ist der slawische Personenname Lubiš. In der Fraisch unterstand Leups dem brandenburg-bayreuthischen Verwalteramt Lindenhardt, das Teil des Oberamtes Pegnitz war. Von 1791/92 bis 1810 waren das preußische Justiz- und Kammeramt Pegnitz die übergeordneten Institutionen. Danach kam die gesamte Region an das Königreich Bayern.
Mit dem Gemeindeedikt (frühes 19. Jahrhundert) wurde der Steuerdistrikt Leups gebildet, zu dem Bodendorf und Leupsermühle gehörten. Zugleich entstand die Ruralgemeinde Leups, die deckungsgleich mit dem Steuerdistrikt war. Sie unterstand in Verwaltung und Gerichtsbarkeit dem Landgericht Pottenstein.
Am 3. Mai 1952 wurde Leups von einem verheerenden Brand durch einen Blitzschlag heimgesucht. Die ganze westliche Dorfhälfte wurde bis auf drei Gebäude zerstört.
Im Rahmen der Gebietsreform in Bayern wurde die Gemeinde am 1. Juli 1978 in die Stadt Pegnitz eingegliedert.

## Kultur und Sehenswürdigkeiten

### Baudenkmäler
- Haus Nr. 4: Ehemaliges Jägerhaus
- Haus Nr. 14: St.-Joseph-Kapelle

### Regelmäßige Veranstaltungen
- Alle Jahre findet im Juli das Leupser Schupfenfest statt.
- Seit 1998 wird wieder an jedem ersten Wochenende im September die Leupser Kerwa gefeiert. Höhepunkte der Kerwawoche sind das „Ausgraben“ am Mittwoch, das Aufstellen des Kerwabaumes am Samstag sowie am Sonntag das „Aufspielen“ der Kerwabuam und Madla auf dem Leupser Dorfplatz. Die Kerwa klingt am Montag mit dem „Rumspielen“ durch das Dorf aus. Hierbei gehen die Kerwabum und Madla mit Musik von Haus zu Haus und werden dort fast ausschließlich mit alkoholischen Getränken bewirtet. Den endgültigen Abschluss findet die Leupser Kerwa am folgenden Freitag beim „Kerwa eingraben“.
- Ein weiteres Highlight ist die alljährlich stattfindende Strandparty „Hitzefrei“

### Vereine
- Leups hat eine Freiwillige Feuerwehr mit etwa 45 aktiven und einigen passiven und fördernden Mitgliedern
- Seit Oktober 2001 hat Leups eine eigene Theatergruppe, die aus acht bis zehn Frauen und Männern besteht. Bisher wurden fünf Stücke aufgeführt.
- Kerwabum und Kerwamadla Leups
- Leupser simma e. V
- Leupser Stammtisch, Oberer/Unterer Stammtisch

## Wirtschaft und Infrastruktur

### Verkehr
In der Dorfmitte befindet sich eine VGN-Bushaltestelle. Es bestehen mehrmals am Tag Verbindungen in Richtung Lindenhardt bzw. Pegnitz sowie täglich eine Busverbindung nach Bayreuth.

### Ansässige Unternehmen
- Brauerei Gradl